# 黄梅站 (湖北省)
黄梅站是一个合九线上的铁路车站，位于湖北省黄冈市黄梅县黄梅镇，建于1995年，目前为三等站，车站仅办理旅客乘降业务，不办理行李包裹托运业务，也不办理货运业务。

## 车站结构

### 站线配置
| 3站台    | 合九铁路      |
| 岛式站台 |               |
| 2站台    | 合九铁路 正线 |
| 1站台    | 合九铁路      |
| 侧式站台 |               |